# قصر الكريستال (قصر معارض)

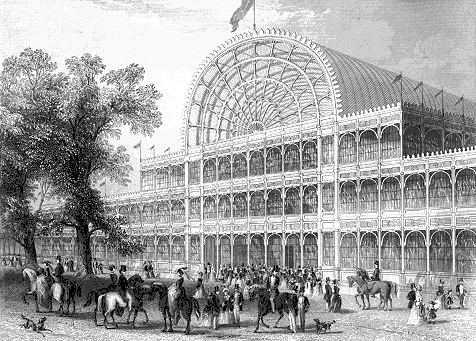
واجهة قصر الكريستال

قصر الكريستال (بالإنجليزية: Crystal Palace)، هو قصر معارض مصنوع من الحديد المصبوب وألواح الزجاج، وأقيم أول مرة في منطقة هايد بارك في لندن لإيواء المعرض العالمي الكبير لعام 1851، حيث تجمع في هذا المعرض أكثر من 14 ألف عارض من جميع أنحاء العالم ضمن مساحة المعرض التي تبلغ  990 ألف قدم مربع (أي ما يعادل 92 الف متر مربع) وذلك من أجل عرض نماذج وأمثلة من التكنولوجيا المتقدمة في الثورة الصناعية، والمصممة من قبل جوزيف باكستون، وقد بلغت مساحة مبنى المعرض العالمي الكبير (1.851 قدم) بطول (564 متر)، والارتفاع الداخلي الذي يبلغ 128 قدما (39 مترا).

## مبنى هايد بارك الأصلي
لقد تم إنشاء المبنى الضخم والمكون من الخشب والزجاج والحديد في الأصل في منطقة هايد بارك في لندن لإيواء المعرض العالمي الكبير واستضافته لعام 1851 والذي يهدف إلى عرض منتجات العديد من البلدان في جميع أنحاء العالم.
وقد تم تشكيل اللجنة المكلفة بإقامة المعرض العالمي الكبير خلال شهر يناير عام 1850، وتقرر في البداية أن المشروع بأكمله سيتم تمويله من خلال الاكتتاب العام. حيث تم تشكيل اللجنة التنفيذية لعملية البناء من أجل الإشراف على تصميم مبنى المعرض وتشييده وكانت هذه اللجنة تضم عددا من الأعضاء، هم: (إيسامبارد كينغدوم برونيل، وروبرت ستيفنسون) والمعماريين المشهورين (تشارلز باري، وتوماس ليفرتون دونالدسون، ودوق بوكليوتش، وإيرل إلزميري) ويرأسهم (ويليام كوبيت).  وبتاريخ 15/3/1850، كان هؤلاء الأعضاء على استعداد تلبية المتطلبات التي كان عليها أن تتوافق مع عدة مواصفات رئيسة وهي: وجوب أن يكون المبنى مؤقتا وبسيطا ورخيصا قدر الإمكان واقتصاديا من حيث تكلفة البناء، وأن يتم في غضون الفترة القصيرة المتبقية قبل افتتاح المعرض الذي كان من المقرر أن يتم بتاريخ 1/5/1851.

## التصميم
يعكس التصميم الهيكلي الهرمي لباكستون تصميمه الرائع كمصمم وحلالا للمشاكل.  وقد احتوى على العديد من الفواصل والتقطيعات التي قدمت العديد من المزايا العملية لا يسبق لأي مبنى تقليدي وإن قام بتطبيقها، وعلاوة على ذلك، فقد قام هذا التصميم بتجسيد روح الابتكار والصناعية البريطانية التي كان يسعى لها المعرض العالمي الكبير للاحتفال بمثل هذا التصميم.
وقد كانت هندسة قصر الكريستال تقدم مثالا كلاسيكيا حول المفهوم والمبدأ الهندسي الذي ينص على أن (الشكل يتبع الوظيفة) حيث إن شكل المبنى وحجمه الكلي كان مبني بشكل مباشر حول حجم قطع الزجاج التي تم الحصول عليها عن طريق المورد (شركة تشانس واخوانه في منطقة سميثويك). وقد كانت هذه القطع الزجاجية هي المتاحة بالشكل الأكبر في ذلك الوقت، حيث بلغ قياس عرضها (10 بوصة) وبلغ طولها (49 بوصة)، ولأن المبنى بأكمله قد تم قياس الأحجام فيه نسبة إلى تلك الأبعاد، فإن ذلك يعني أن السطح الخارجي كله تقريبا يمكن أن يكون مزججا باستخدام الملايين من القطع المتطابقة، مما يقلل بشكل كبير من تكلفة الإنتاج والوقت اللازم لتركيب هذه القطع الزجاجية.
وقد كان مبنى هايد بارك الأصلي قاعة مستطيلة واسعة ومسطحة.  وهناك معرض ضخم مفتوح على طول المحور الرئيسي، مع أجنحة تمتد إلى الأسفل في كلا الجانبين. وكانت مساحة المعرض الرئيسة على ارتفاع ذي طابقين، ويتم الدخول إلى الطابق العلوي من الجانب، وكانت معظم مساحة المبنى تحتوي على أسقف مسطحة، باستثناء الممر الرئيسي المركزي، الذي كان مغطى بقبة ذات قضبان واسعة يبلغ طولها 72 قدما، والذي يقف على ارتفاع 168 قدما إلى أعلى القوس. تم إنشاء كل من الأقسام المسطحة والسقف المقوس باستخدام المكون الرئيسي في تصميم باكستون وهو براءة اختراع في تصميم باكستون من حيث نظام التسقيفة على شكل التقنية الهندسية (المتون والأخاديد)، حيث استخدمت هذه التقنية لأول مرة في منطقة شاتسورث. اتخذت وحدة التسقيف الأساسية، في جوهرها، شكل منظور ثلاثي طويل، مما جعلها خفيفة للغاية وقوية جدا، ويعني أنه يمكن بناؤها من الحد الأدنى من المواد.

## البناء / التشييد

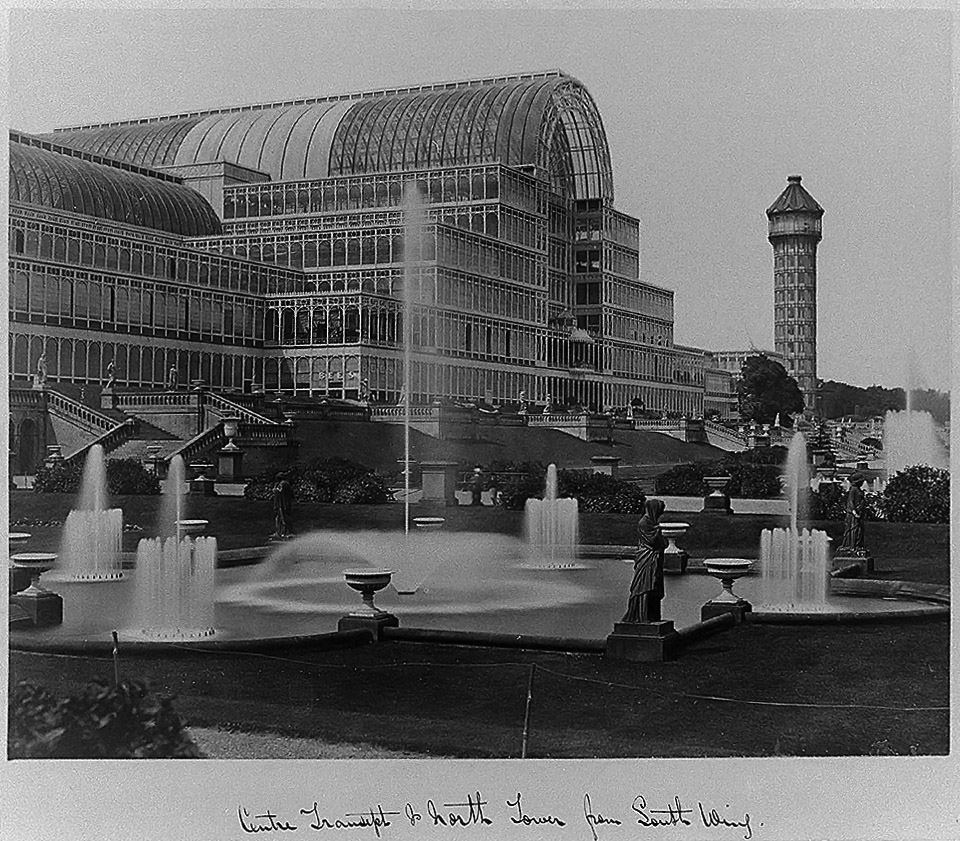
جناح قصر الكريستال المركزي والبرج الشمالي من الجناح الجنوبي

وقد استولى (فوكس، وهندرسون) على الموقع في يوليو 1850 وأقاموا الحواجز الخشبية التي تم بناؤها باستخدام الأخشاب التي أصبحت في وقت لاحق اللوحات الأرضية للمبنى النهائي.  وقد عمل أكثر من 5000 مهندس في مشروع المبنى أثناء تشييده، مع ما يصل إلى 2000 منهم كانوا يتواجدون في الموقع في وقت واحد خلال مرحلة ذروة البناء، وأكثر من 1000 عمود حديدي تم تدعيمها بواسطة 2.224 من عوارض خشبية تعريشية و3 ميلا من المزاريب، التي تضم في المجموع الكلي 4000 طن من الحديد. فقد تم بداية تكريس الدعامات داخل الأرض لتوضيح ما يقرب من مواقع أعمدة حديد الزهر؛ ومن ثم تم تحديد هذه النقاط بدقة عن طريق قياسات اداة القياس المزواة (التيودوليت). ثم كان صب وسكب الأساسات الخرسانية، وتم وضع لوحات أعمدة الأساس داخل الإسمنت الخرساني. وبعد أن تم وضع الأساسات في أماكنها المخصصة، تم البدء بإنشاء الوحدات الإنشائية بسرعة. وقد أُقيمت الدعامات الملحقة والمرتبطة بالجزء العلوي من كل عمود قبل نصب تلك الأعمدة ومن ثم رُفعت هذه الأعمدة إلى أماكنها المخصصة.  ومنذ تنفيذ المشروع قبل تزويد الرافعات بالطاقة، تم رفع الأعمدة يدويا باستخدام آلية الرافعة البسيطة (المقصات) وتتكون من اثنين من الأقطاب القوية، والتي يتم وضعها بعيدا عدة أمتار في الأساس، بعدها ترفع هذه الأقطاب معا إلى الجزء العلوي لتصبح على شكل المثلث. ومن ثم يستقر الوضع ويبقى بشكل عامودي بواسطة حبال التربيط على القمة، ويتم شدها وربطها مع الدعامات باتجاه الأرض على البعد من مسافة معينة، وكذلك باستخدام البكرات والحبال المعلقة من قمة الرافعة، وقد قام المهندسون الملاحيون بوضع الأعمدة والعوارض والأجزاء الأخرى في أماكنها المخصصة.

## المعرض العالمي الكبير لعام 1851

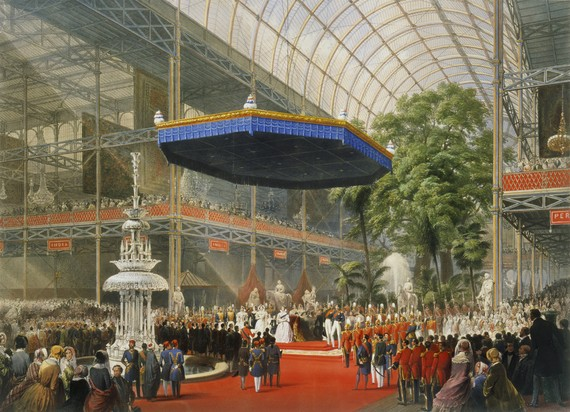
قيام الملكة فيكتوريا بافتتاح المعرض العالمي الكبير في قصر الكريستال في منطقة هايد بارك في لندن عام 1851

تم افتتاح المعرض العالمي الكبير بتاريخ 1/5/1851 من قبل الملكة فيكتوريا.  وكان هذا أول معرض من المعارض العالمية للثقافة والصناعة.  وكان هناك حوالي 100 ألف تحفة / قطعة تم عرضها على امتداد ما يزيد على العشرة أميال، ومن قبل أكثر من (15 ألف) مساهم. واحتلت بريطانيا نصف مساحة المعرض حيث قامت بعرض المعروضات البريطانية الأصلية ومن الإمبراطورية. وكانت فرنسا أكبر مساهم أجنبي.  وقد جُمعت هذه المعروضات في أربع فئات رئيسة، هي: المواد الخام والآلات والمصنعون والفنون الجميلة. وتراوحت المعروضات من الماس الكوهينور (بالفارسي: کوهِ نور «جبل النور»، وهي الماسة 105 قيراط (21.6 غرام) والتي كانت الأكبر في العالم لوقت معين. يرجع أصلها إلى ولاية أندرا براديش الهندية)، والخزف وأجهزة الموسيقى إلى اليات الضغط الهيدروليكية الضخمة وآليات إطفاء الحريق الكبيرة، وقد كان هناك أيضا نافورة من الكريستال يبلغ طولها 27 قدم.
في الأسبوع الأول، كانت الأسعار تبلغ جنيه إسترليني، ثم انخفضت إلى خمسة (شلون) خلال الأسابيع الثلاثة المقبلة، وهو السعر الذي كان لا يزال يحد بشكل فعال من دخول الزوار من الطبقة الوسطى والأرستقراطية. وجاءت الطبقات العاملة أخيرا إلى المعرض بتاريخ (26/5/1851)، عندما تم تخفيض أسعاره خلال أيام الأسبوع إلى (شلن) واحد، على الرغم من أن السعر كان شلنين اثنين وستة بنسات في أيام الجمعة، وكان السعر لا يزال 5 شلون خلال أيام السبت). وقد تم تسجيل أعداد الدخول إلى المعرض بأكثر من ستة ملايين شخص، على الرغم من أن هذه النسبة كانت متكررة إلا أن أعداد الزائرين العائدين كان غير معروف. وقد حقق هذا الحدث فائضا قدره 186.000 جينيه استرليني (أي ما يعادل 18,370,000 جنيه إسترليني)، وهو المبلغ الذي كان من المعتاد بأن يتم تحصيله من خلال متحف فيكتوريا وألبرت، ومتحف العلوم ومتحف التاريخ الطبيعي في جنوب كنسينغتون.

## الدمار الذي حل بقصر الكريستال نتيجة اندلاع الحريق فيه
بتاريخ (30/11/1936) كانت الكارثة النهائية وهي اندلاع النار التي قامت وفي غضون ساعات بتدمير القصر: وكان الوهج مرئيا في ثماني مقاطعات، وفي تلك الليلة، كان (باكلاند) يمشي مع كلبه بالقرب من القصر، وكان برفقته أيضا ابنته (كريستال باكلاند، التي سميت لاحقا بالقصر) حيث لاحظوا الوهج الأحمر في داخل القصر، وكذلك كان في داخل القصر اثنين من الموظفين يقومون باطفاء ذلك الحريق الذي كان يندلع داخل إحدى المكاتب الصغيرة في القصر. لقد بدأ الحريق في حجرة معاطف النساء. وأدركوا لاحقا أنها كانت حريقا خطيرا، وأطلقوا عليهم اسم لواء حريق بنج. ولكن، على الرغم من أنه كان هناك 89 سيارة إطفاء وأكثر من 400 رجل إطفاء قد وصلوا إلى مكان الحريق إلا انهم لم يتمكنوا من إخماده. وقد انتشر الحريق بسرعة نتيجة الرياح العاتية في تلك الليلة، والتي تمكنت من حرق وتاكل الأرضيات الخشبية القديمة الجافة، وكمية ضخمة من المواد القابلة للاشتعال في المبنى.  وقال باكلاند "في بضع ساعات، شاهدنا نهاية قصر الكريستال، لكنه سيعيش في ذكريات العالم كله وليس فقط في ذكريات الإنجليز، ولكن العالم كله. وقد جاء مئة ألف شخص إلى تلة (سيدنهام هيل) لمشاهدة الحريق، من بينهم وينستون تشرشل، الذي قال: "هذه هي نهاية العصر".